# 톰 히턴
토머스 데이비드 히턴(Thomas David Heaton, 1986년 4월 15일 ~ )는 잉글랜드의 축구선수이다. 현재 맨체스터 유나이티드에서 활약하고 있으며, 포지션은 골키퍼이다.

## 국제 경력
2015년 5월 21일, 히튼은 처음으로 잉글랜드 성인 대표팀에 소집되어 아일랜드 축구 국가대표팀과의 친선 경기 및 UEFA 유로 2016 예선 슬로베니아 축구 국가대표팀과의 경기를 앞두고 대표팀에 합류하게 되었다. 그는 UEFA 유로 2016 대표팀에 선발되었으며 등번호 23번을 달았다. 2018년 5월 16일, 그는 2018 FIFA 월드컵을 앞두고 23인 잉글랜드 대표팀 대기 명단에 포함된 5명 중 한 명이었다. 2024년 6월 10일, 히튼은 UEFA 유로 2024 대회에서 잉글랜드 대표팀의 훈련 골키퍼로 소집되었다.

## 수상

### 클럽
번리
- 풋볼 리그 챔피언십 준우승 : 2013-2014

맨체스터 유나이티드
- EFL컵 우승 : 2022-23
- FA컵 우승 : 2023-24